# روند فان فلانديرن بيلوفتن 2015
روند فان فلانديرن بيلوفتن 2015 (بالهولندية: Ronde van Vlaanderen U23 2015 )‏ هو سباق دراجات هوائية، وهو الموسم رقم 20 من السباق، وأقيم في 11 أبريل 2015، وامتدّ لمسافة 176 كيلومتر، وهو أحد سباقات طواف أوروبا للدراجات 2015، وقد شارك في السباق 163 متسابقاً ووصل إلى نهايته 96 متسابقاً.
فاز فيه بالمركز الأول الكسندر ادموندسون، وبالمركز الثاني جياني موسكون، وبالمركز الثالث ترولس إنجين كورساث.

## الفائزون
| الترتيب | الفائز             |
| ------- | ------------------ |
| الفائز  | الكسندر ادموندسون  |
| الثاني  | جياني موسكون       |
| الثالث  | ترولس إنجين كورساث |

## وصلات خارجية
- الموقع الرسمي